# 雅言集覧
『雅言集覧』（がげんしゅうらん）は、江戸時代に石川雅望が編纂した国語辞書。

## 概要

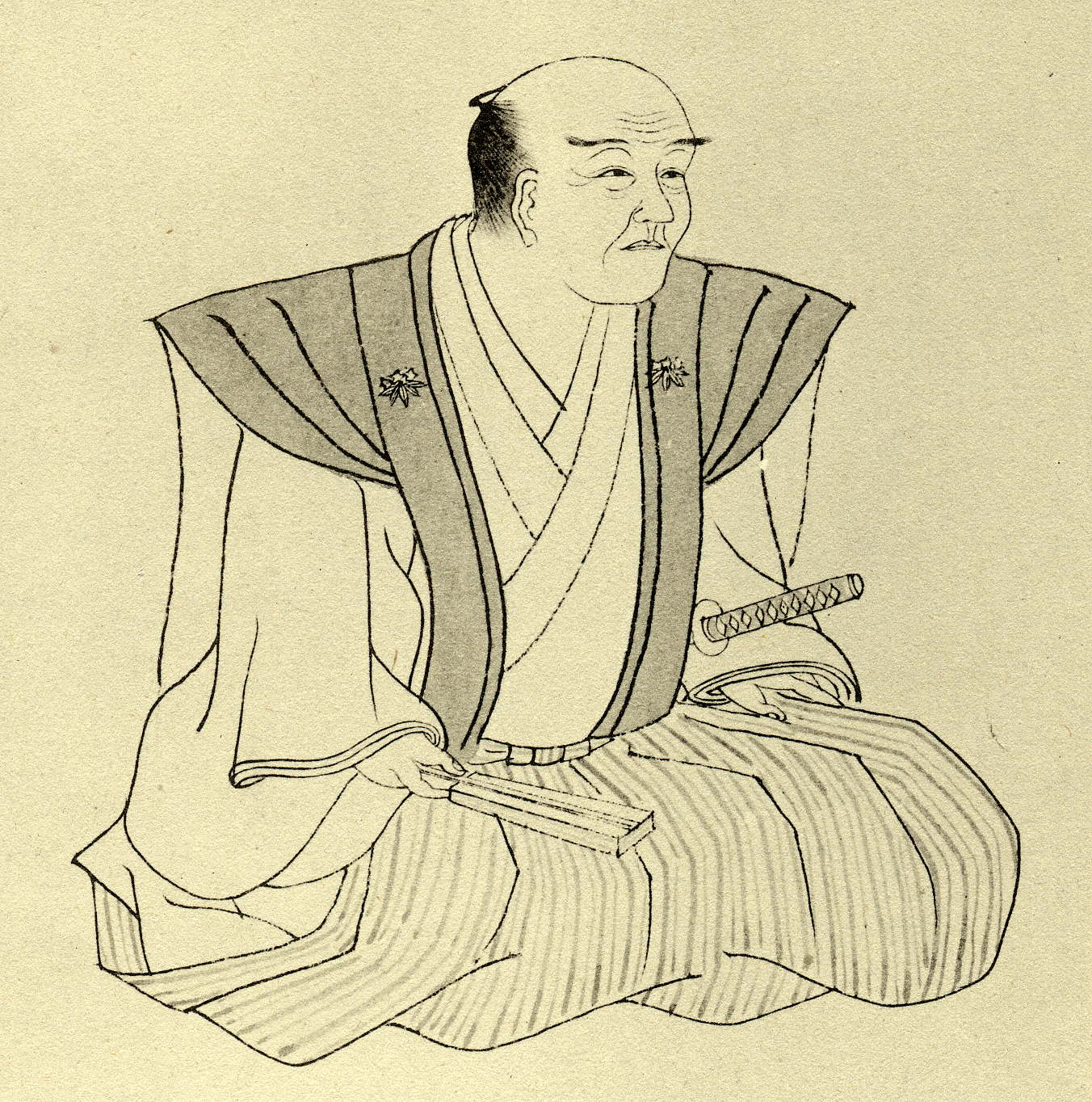
石川雅望は多方面で活躍した人物で、とりわけ狂歌師として知られており、『雅言集覧』は堅実にテキストと向き合う姿勢から生まれ出たものと推測されている。

全50巻21冊。『俚言集覧』および『和訓栞』とともに「近世の三大（国語）辞書」として並称されることがある。また『和訓栞』とともに双璧をなすと言われることもある。

## 沿革
いろは順に配列している。「い～か」を収めた6冊は1826年（文政9年）、「よ～な」を収めた3冊は1849年（嘉永2年）に刊行され、「ら」以下を収めたのこりの12冊は未刊のまま写本で伝わった。
刊行された部分は1863年（文久2年）に保田光則編の『雅言集覧増補』（全13冊）として再版され、「ら」以下も保田は『増補雅言集覧続篇』（全32巻）として独自に編纂した。のちに写本部分が発見され、1887年（明治20年）に中島広足篇の『増補雅言集覧』（全57冊）が刊行された。1903年（明治36年）から1904年（明治37年）にかけて廣益圖書から再版本（全3冊）が刊行された。

## 内容
しばしば付される語釈は極めて簡略なものであるが、古代語の語彙をほぼ網羅している。平安時代の和文学（『源氏物語』や『勅撰和歌集』）を主として、記紀のほかに、『万葉集』『今昔物語集』および『文選』をはじめとする漢籍の古訓などから用例を豊富に収集し、その出典および流布本の丁数を記しているため、明治以降も古代語研究に欠かせない索引の役割を果たし続けている。

## 受容
曲亭馬琴の日記に『雅言集覧』を購読した記述が見られる。また、喜多村信節の『嬉遊笑覧』にも『雅言集覧』に関する記述が確認できる。
明治以降でも、古典の用例を提供するデータベースのような存在として長く活用された。たとえば明治政府が近代化政策の一環して編集が企図された『官版 語彙』には、『雅言集覧』の影響を強く受けていることが指摘されている。また、大槻文彦が編纂した国語辞典『言海』には、用例に『雅言集覧』『増補雅言集覧』の影響が指摘されている。さらにジェームス・カーティス・ヘボンの『和英語林集成』第3版「和英の部」においても、古典語の増補にあたって『和訓栞』『雅言集覧』などの近世辞書が編纂資料として参照されているが、特に『雅言集覧』から用例が採用されたとみられる例もある。

## 復刻・影印
- 『増補雅言集覽』上巻（い-よ）・中巻（た-け）・下巻（ふ-す）、臨川書店、1965年。
- 『増補雅言集覽索引』木下正俊・久山善正共編、臨川書店、1965年。